# Polieukt Carigradski
Polieukt Carigradski (grč. Πολύευκτος; ? – 970.) bio je grčki svetac te patrijarh Carigrada (956. – 970.). Njegov je spomendan 5. veljače te je on zvan „drugim Zlatoustim”.

## Biografija
Polieukt je postao patrijarh 956. godine te je bio nasljednik patrijarha Teofilakta Lakapena. Polieukta je na taj položaj postavio bizantski car Konstantin VII. Porfirogenet, ali Polieukt nije bio previše odan caru te je doveo u pitanje legitimnost braka carevih roditelja. Tijekom vladavine cara Konstantina, 957., u Carigrad je došla Olga Kijevska, koju je Polieukt krstio. Premda je Polieukt isprva bio pristaša cara Nikefora II. Foke, poslije ga je ekskomunicirao jer se oženio ženom zvanom Teofano, što je Polieukt smatrao skandaloznim. 
| prethodnik Teofilakt Lakapen | Patrijarh Konstantinopola 956. – 970. | nasljednik Bazilije I. Carigradski |